# Lucksta IF
Lucksta IF är en svensk idrottsförening från Lucksta i Sundsvalls kommun. Den grundades år 1920. Klubben är verksam inom fotboll och skidor.  Klubbens fotbollssektion är ansluten till Medelpads Fotbollförbund.  En av klubbens mest noterbara personer är Daniel Rickardsson som åkte skidor för Lucksta IF i sin ungdom. 

## Sörforsvallen
Sörforsvallen heter Lucksta IF:s hemmaplan som är belägen i Sörfors i tätorten Lucksta. Anläggningen består av en grusplan, 11-mannaplan, 7-mannaplan och 5-mannaplan i gräs.

## Noterbara personer

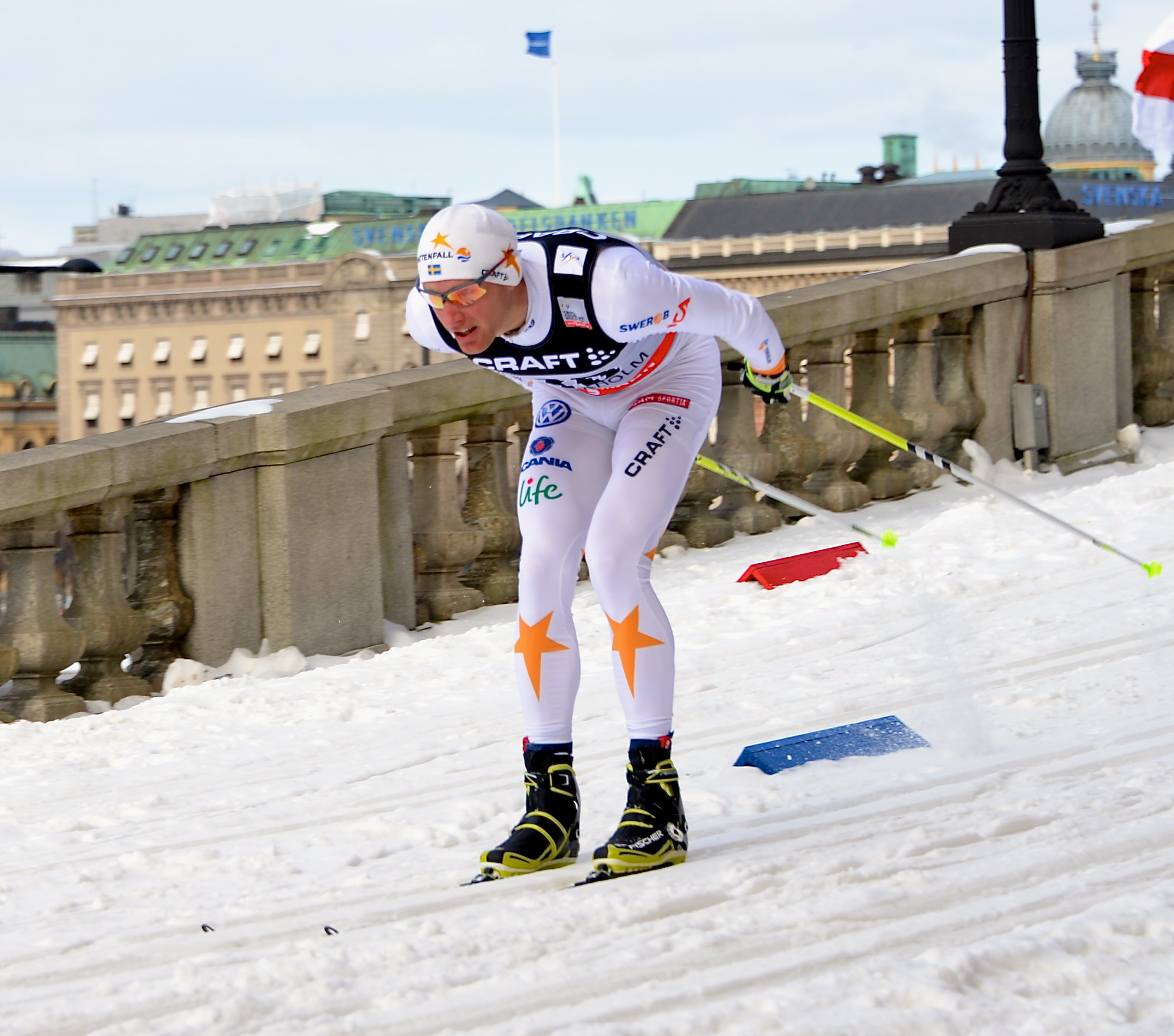
Rickardsson i en skidtävling i Stockholm 2013.